# Famille Gouhier de Fontenay
La famille Gouhier est une famille subsistante de la noblesse française, d'ancienne extraction, originaire de Normandie. Elle fut maintenue noble en 1666 en Normandie.
Cette famille forma plusieurs branches sous des noms de terre différents. Seule la branche Gouhier de Fontenay est aujourd'hui subsistante.

## Histoire
Philippe Gouhier, seigneur d'Ectot, marié en 1457 avec Jeanne Courtjarret, eut deux fils, puis quatre petits-fils qui furent les auteurs des quatre branches principales de cette famille  :
- Christophe Gouhier, seigneur d'Ectot et du Mesnil-Baclay, marié par acte du 12 mai 1482 avec Isabelle Rouxel, dame de Médavy, dont [1]:
  - Guillaume Gouhier, seigneur de Roiville, marié avec Nicole des Buats, auteurs de la branche de Fresnay-le-Samson, branche ainée
  - Achille Gouhier, seigneur d'Ectot, marié avec Adrienne Hudebert, auteurs de la branche des Champeaux
- Philippe Gouhier, seigneur de la Bornerie, marié par acte du 10 novembre 1501 avec sa probable cousine Marguerite Gouhier, dont [1]:
  - Maurice Gouhier, seigneur de Fontenay, marié par acte du 21 avril 1533 avec Françoise Le Viel, auteurs de la branche subsistante de Fontenay
  - Richard Gouhier, seigneur du Chesnay, marié avec Charlotte Brosset, auteurs de la branche du Chesnay, de la Chapelle, et de Cerisay

Les diverses branches de la famille Gouhier furent maintenues nobles en 1666, pour la plupart par Bernard de Marle dans la généralité d'Alençon, et pour l'une d'elles par Jacques Barrin de La Galissonnière dans la généralité de Rouen (élection d'Évreux).

## Branche des Champeaux
Guillaume Charles Gouhier, seigneur des Champeaux, marié le 1er décembre 1732 à Petiteville (Eure) avec Elisabeth Françoise d'Escorches, dame de Petiteville, eut notamment pour fils :
- Charles Guillaume Gouhier, seigneur des Champeaux, auteur du rameau de Charencey
- Charles Auguste Gouhier, seigneur de Petiteville, auteur du rameau de Petiteville

### Rameau de Charencey
Le rameau de Charencey possédait le château de Champ-Thierry à Charencey (Orne) : 
- Charles-Guillaume Gouhier de Charencey (1773-1838), officier et député français
- Charles Léonce Gouhier de Charencey (1804-1869), substitut du procureur du roi, député de l'Orne
- Hyacinthe Gouhier de Charencey (1832-1916), philologue français, fondateur de la Société philologique et de la Société de Saint-Jérôme, député de l'Orne

### Rameau de Petiteville
La seigneurie de Petiteville a appartenu successivement à quatre familles : les familles de Belleau, d'Escorches, Gouhier et de Sachs. Le domaine a été transmis par héritage en descendance masculine ou féminine jusqu'à nos jours sans jamais être vendu.
Plusieurs châteaux se sont succédé sur la terre de Petiteville.

Le château actuel a été construit en 1867, dans le style du château de Fontainebleau, en briques de Saint-Germain. 
- Robert Charles Guillaume Gouhier de Petiteville (1847-1915) [3], ministre plénipotentiaire
- Raymond Jules Charles Gouhier de Petiteville (1884-1918), marié avec Mathilde Achard de Bonvouloir

## Branche de Fontenay
La branche Gouhier de Fontenay est la seule branche subsistante de cette famille.

## Autres personnalités
- Jean Gouhier défendit avec succès, en 1427, l'abbaye du Mont-Saint-Michel avec 121 nobles français, contre les Anglais qui étaient alors maitres de la Normandie.

## Terres
Seigneurs d'Ectot, du Mesnil-Baclay, de Saint-Clément, de Royville, de Fresnay-le-Samson, des Champeaux, de la Bonnerie, de Fontenay, du Chesney, de Saint-Georges, des Authieux, du Mesnil-Renard, de Lignières, de Sainte-Eugénie, de la Chapelle, de Saint-Cénery, de Charencey, et de Petiteville.

## Armoiries
De gueules à trois roses d'argent posées 2 et 1